# 曹窋
曹窋（前3世纪？—前161年），一作「窟」，泗水郡沛县（今江苏沛县）人，汉朝御史大夫、平阳侯。父是相国曹参。

## 簡介
萧何死後，曹参繼任相國，但曹参整日飲酒食肉，無為而治。漢惠帝覺得自己被曹參輕視，於是命曹窋去勸諫父親：「高祖剛剛駕崩，皇上年紀又輕，您身为宰相，整天喝酒，也不曾请示报告，如何憂心於国家大事呢？」曹參大怒，把曹窋鞭笞了兩百下，痛罵：「天下大事，還輪不到你管！」
漢惠帝於是自己去責問曹参：「為甚麼責打曹窋？是我叫他去勸諫你的！」曹參摘下帽子，向皇帝俯首謝罪：「陛下您覺得，您跟先帝比，誰較為英明神武？」皇帝說：「我怎麼敢跟先帝比？」曹参又問說：「我跟萧何比，誰比較賢能？」皇帝說：「你好像不太比得上他。」曹参接著說：「陛下說得很對。而且高祖跟蕭何平定了天下，法令都很明瞭具備，陛下只要垂拱而治，我們這些官吏堅守崗位，遵守他們的法令而不犯過失，不是很適合的嗎？」惠帝表示認同：「說得好。你休息罷。」，這故事就是知名的成語“蕭規曹隨”。
曹参去世后，曹窋袭封平阳侯，吕后臨朝稱制时，曹窋为御史大夫。陳平、周勃誅滅諸呂後，立汉文帝，曹窋免官，为列侯。前161年，曹窋去世，谥号静侯，他儿子曹奇、孙子曹时、曾孙曹襄、玄孙曹宗相继嗣侯爵爵位。